# Andragathus
Andragathus (în greacă veche Ἀνδράγαθος) a fost un bărbat din Grecia Antică căruia regele Demetrius I al Macedoniei i-a încredințat comanda garnizoanei de la Amfipolis în anul 287 î.Hr. pentru a ține sub control amenințarea generalului rival Lisimah în timp ce Demetrius a plecat la război împotriva regelui Pyrrhus al Epirului la Beroea (orașul modern Veria). Andragathus a predat orașul generalului Lisimah, probabil după ce i s-a oferit mită.
În unele lucrări, numele Andragathus este folosit pentru ucigașul împăratului roman Grațian. Numele acestei persoane a fost, de fapt, Andragathius.